# مانويل سادوسكي
مانويل سادوسكي (بالإسبانية: Manuel Sadosky) (13 أبريل 1914-18 يونيو 2005) هو عالم رياضيات وموظفًا حكوميًا ومؤلفًا أرجنتينيًا، ولد في بوينس آيرس لمهاجرين روس يهود فروا من المذابح في أوروبا.

## روابط خارجية
- مؤسسة Sadosky
- باب النعي / 12
- نعي[وصلة مكسورة] كلارين
- Secretaria de Ciencia y Tecnica
- قسم علوم الكمبيوتر (FCEN-UBA) (بالإسبانية)